# Пушина, Федора Андреевна
Федора (Феодора) Андреевна Пушина (13 ноября 1923, Иж-Забегалово — 6 ноября 1943) — Герой Советского Союза, военфельдшер, лейтенант медицинской службы.

## Биография
Родилась 13 ноября 1923 года в селе Иж-Забегалово ныне Якшур-Бодьинского района Удмуртии, в многодетной семье. Она была девятым ребёнком. Родители Феодоры были крестьянами, занимались сельским хозяйством. Потом семья Фени переехала из села Иж в деревню Тукмачи, где прошли её детство и школьные годы.
Окончила Большеошворцинскую семилетнюю школу.
В 1939 году поступила в фельдшерско-акушерскую школу в Ижевске. По окончании учёбы Феодору распределили в Кекоранский фельдшерско-акушерский пункт (в селе Кекоран), где она приступила к работе с января 1942 года. В её обязанности входило вести приём больных, проверять санитарное состояние школы и фермы, а также проводить беседы с населением. Феодора одновременно была хирургом, терапевтом, акушером и детским врачом.
Вступила в комсомол.
В Красную Армию была призвана в апреле 1942 года.
На фронтах Великой Отечественной войны с августа 1942 года. Служила военфельдшером 520-го стрелкового полка 167-й стрелковой дивизии РККА. Фронтовые друзья звали её Фаиной.
7 февраля 1943 года фельдшер санитарной роты 520-го стрелкового полка 167-й стрелковой дивизии 38-й армии Воронежского фронта вывела 45 раненых бойцов из-под артиллерийско-миномётного огня в районе деревни Прилепы Мантуровского района Курской области. 11 февраля находилась на передовом медицинском пункте в деревне Пузачи, где оказала медицинскую помощь 57 раненым бойцам и командирам. При отходе советских частей из деревни Пузачи вынесла все перевязочные материалы и медикаменты. За этот эпизод 14 марта 1943 года была представлена командиром 520-го стрелкового полка майором Придачей к медали «За боевые заслуги», однако по решению командира 167-й стрелковой дивизии генерал-майора И. И. Мельникова была награждена орденом Красной Звезды (15 апреля 1943).
В ноябре 1943 года полк под командованием полковника П. Г. Акулова вёл тяжелые наступательные бои в Киеве, отвлекая на себя значительные силы противника. В связи с этим медчасть полка находилась в киевском пригороде Святошино.
Утром 6 ноября 1943 группа бомбардировщиков противника нанесла бомбовый удар по селу. Одна из бомб попала прямо в здание, в котором был размещён полевой госпиталь, и оно загорелось. Командир санитарной роты Николай Копытёнков и Феня Пушина бросились спасать раненых. Из огня она вынесла тридцать тяжелораненых, и когда бросилась за последним, начал рушиться дом. Николай Копытёнков в последний момент, перед самым обрушением здания, вынес её из огня. Феня была в бессознательном состоянии, с сильным повреждением головы, со сплошными ожогами тела. Она сумела открыть глаза, пошевелить губами и скончалась на руках у товарищей.
Указом Президиума Верховного Совета СССР «О присвоении звания Героя Советского Союза генералам, офицерскому, сержантскому и рядовому составу Красной Армии» от 10 января 1944 года Федора Пушина за «образцовое выполнение боевых заданий командования на фронте борьбы с немецко-фашистскими захватчиками и проявленные при этом отвагу и геройство» удостоена посмертно звания Героя Советского Союза.
Похоронена на Святошинском кладбище Киева.

## Награды и звания
- Герой Советского Союза (10 января 1944, посмертно);
- орден Ленина (10 января 1944, посмертно);
- орден Красной Звезды (15 апреля 1943).

## Память

Памятник Ф. А. Пушиной у входа в Республиканский медицинский колледж Удмуртской Республики

- В 1972 году бюст Ф. А. Пушиной был установлен на центральной площади в селе Якшур-Бодья.
- 6 апреля 1973 года Ижевское медицинское училище (Республиканский медицинский колледж имени Героя Советского Союза Ф. А. Пушиной) получило почётное наименование «имени Героя Советского Союза Ф. А. Пушиной»[9];

- у входа в училище был установлен памятник.

- В 1975 году её имя присвоили улице в Святошинском районе Киева, которая  27 октября 2022 года была в рамках дерусификации городских объектов переименована в улицу Ореста Васкула (1928—2021[10]) в честь участника 14-й дивизии «Галичина» и вооружённого подполья ОУН.
- Средняя школа в деревне Большие Ошворцы, в которой училась Ф. А. Пушина, названа в её честь[11].